# Дневник на писателя
„Дневник на писателя“ е периодичен сборник от произведения на Фьодор Достоевски, излизали под това заглавие в годините 1873 – 1881.
Първоначално под рубриката със заглавие „Дневник на писателя“ Достоевски публикува свои произведения в седмичното списание „Гражданин“, издавано от княз Мещерски и редактирано от самия писател. През 1876 и 1877 г. „Дневник на писателя“ излиза самостоятелно като месечно издание. През 1880 и 1881 г. излиза само по веднъж.
В „Дневник на писателя“ излизат редица по-малко известни произведения на Достоевски, сред които разкази, очерци и спомени. В своя дневник великият руски писател експериментира със свой стил философски и психологически повести и художествени мемоари с цивилизационни разисквания и обобщения. Критиката често насочва вниманието си към романите на писателя, пропускайки обстоятелството, че Достоевски е изключителен майстор на късата проза.